# Верхний Митякин
Ве́рхний Митя́кин — хутор в Тарасовском районе Ростовской области.
Административный центр Красновского сельского поселения.

## Население
| 2010 |
| ---- |
| 818  |

## Улицы
На хуторе имеются две улицы — Заречная и Центральная.

## Достопримечательности
На хуторе расположена Церковь Иоанна Богослова.

## Известные уроженцы
- Быкадоров, Владимир Фёдорович (1949—2009) — советский и российский учёный, доктор технических наук.